# Шербањаса (Валча)
Шербањаса (рум. Șerbăneasa) насеље је у Румунији у округу Валча у општини Николаје Балческу. Oпштина се налази на надморској висини од 269 m.

## Становништво
Према подацима из 2002. године у насељу је живело 446 становника, од којих су сви румунске националности.